# René Ríos Boettiger
René Ríos Boettiger, né à Concepción le 15 décembre 1911 et décédé à Santiago le 14 juillet 2000, mieux connu sous son pseudonyme de Pepo, est un auteur de bande dessinée chilien, qui créa et anima en particulier le personnage de Condorito.

## Biographie
Il étudie au lycée allemand et au lycée pour garçons de Concepción, puis entre à l'Université, qu'il quitte deux ans plus tard pour s'orienter vers le dessin. En 1932, il déménage à Santiago où il travaille comme dessinateur dans la revue satirique Topaze. Il adopte le pseudonyme de Pepo, qui vient du mot chilien Pepon et désigne un petit tonneau, car enfant, il avait un peu d'enbonpoint. Il crée pour cette revue la série humoristique Don Gabito, dont le héros était une caricature du président Gabriel González Videla. Il invente aussi le personnage de Don Pedrito qui représente le président Pedro Aguirre Cerda.
En 1949, il crée le personnage de Condorito, qui devient son héros le plus connu. Il le voit comme une réponse au personnage Avion Pedrito du film de Walt Disney Saludos Amigos. En effet, Avion Pedrito était un avion de l'aéropostale humanisé, censé représenter le Chili, mais qui ne plaisait pas du tout à Pepo. Il crée donc Condorito en s'inspirant d'un des symboles de son pays, le condor.
Il travaille par ailleurs dans de nombreuses autres revues (El Pingüino, Ganso, Pobre Diablo, Can Can, Pichanga, El Saquero, El Peneca, etc.), et participe à diverses campagnes publicitaires.
Il est mort du cancer le 14 juillet 2000, à 88 ans.